# Walery Jaworski

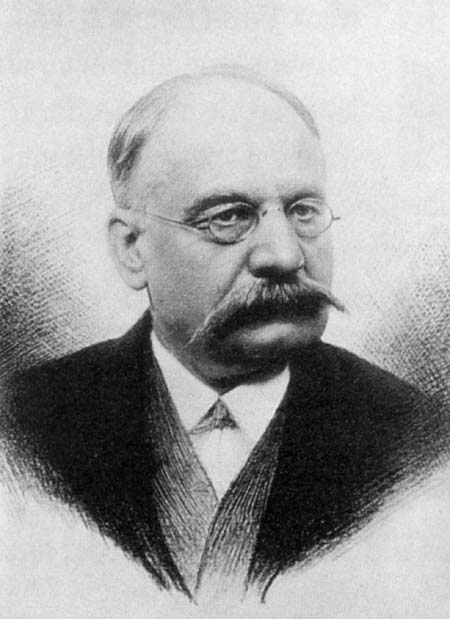
Walery Jaworski

Walery Jaworski (Florynce,  Grybów, 20 de março de 1849 — Cracóvia, 17 de julho de 1924) foi um dos pioneiros da gastroenterologia na Polónia.
Em 1899 ele descreveu bactérias que vivem no estômago humano, que ele chamou de "Vibrio rugula". Ele especulou que elas seriam responsáveis por úlceras estomacais, câncer gástrico e achylia. Foi uma das primeiras observações de Helicobacter pylori. Ele publicou os resultados em 1899 num livro intitulado "Podręcznik chorób żołądka" ("Manual de Doenças Gástricas"), mas estava disponível apenas em polonês e passou despercebido.
Seus resultados foram confirmados de forma independente por Robin Warren e Barry Marshall, que receberam o Prêmio Nobel em 2005.